# Кременчугская ГЭС
Кременчу́гская ГЭС (укр. Кременчуцька ГЕС) — третья ступень Днепровского каскада гидроэлектростанций на территории Украины (г.Светловодск, Кировоградская область), построенная на реке Днепр и входящая в состав «Укргидроэнерго».

## Общие сведения
Первый гидроагрегат Кременчугской ГЭС был введён в эксплуатацию 5 декабря 1959 года, последний (12-й гидроагрегат) был сдан в эксплуатацию 31 октября 1960 года.
В состав сооружений гидроузла входят:
- здание ГЭС без машинного зала, состоит из 4 агрегатных блоков по 3 агрегата в каждом;
- судоходный однокамерный шлюз;
- бетонная водосливная и земляная плотины;
- железнодорожная и автомобильная магистрали.

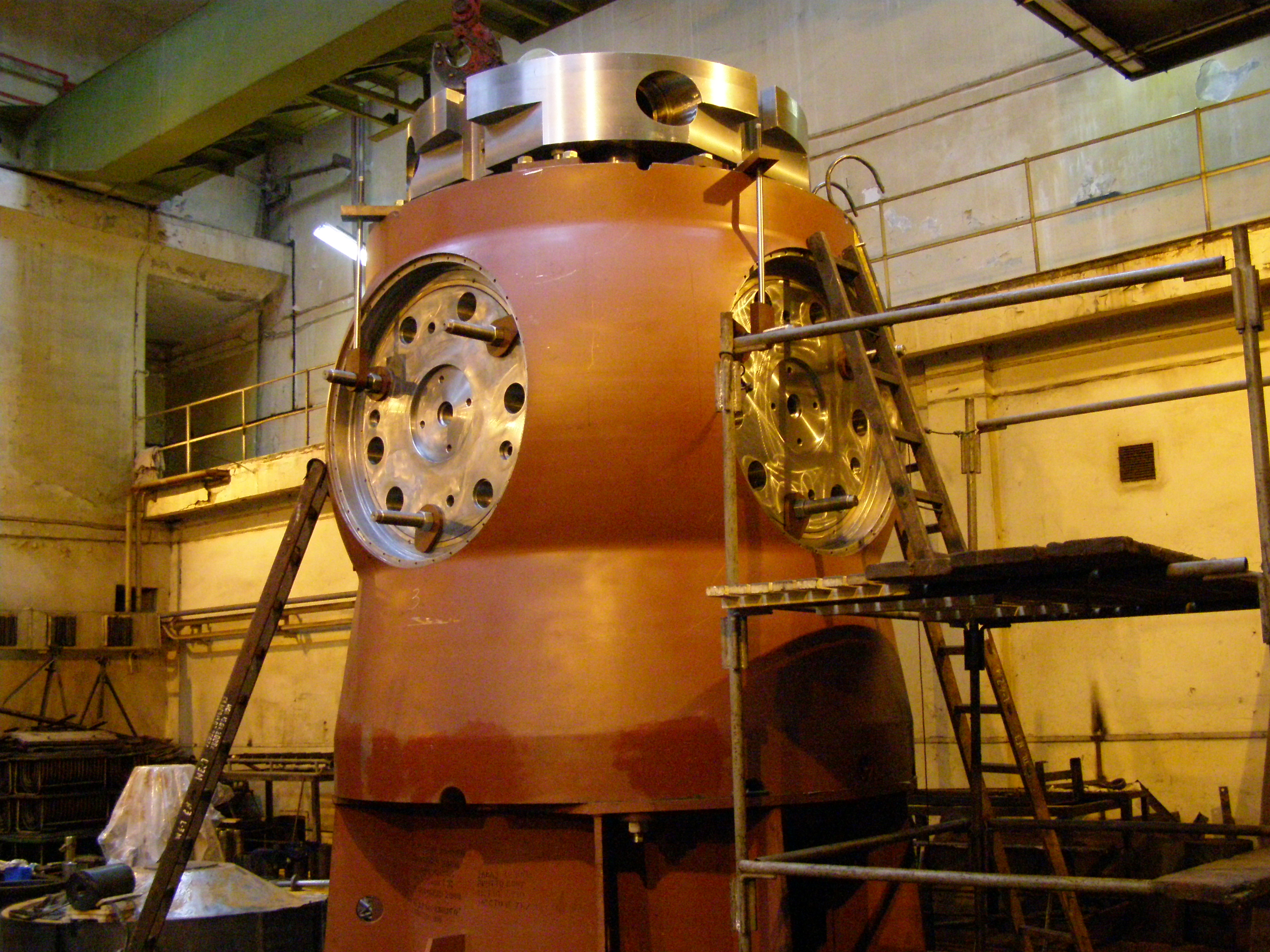
Сборка турбины в машинном зале. Реконструкция ОАО «Турбоатом» 2008 г.

Суммарная установленная мощность станции — 700,4 МВт (7 × 57,2 МВт и 5 × 60 МВт). Среднегодовая выработка — 1506 млн кВт·ч, при максимальном напоре 17 метров (номинальный — 14,2). Турбины поворотно-лопастные производства ОАО «Турбоатом» (Харьков). Генераторы зонтичного типа напряжением 13,8 кВ производства ГП завод «Электротяжмаш» (Харьков). В распределительные сети электроэнергия передаётся по трём линиям 330 кВ и семи линиям 154 кВ.
Плотина станции образует Кременчугское водохранилище.
Напорный фронт составляет — 12,4 км, максимальный сбросной расход через сооружения — 25 836 м³/с.
Персонал станции составляют 306 человек.
С 1996 года проводится комплексная реконструкция ГЭС Днепровского каскада, с pеконстpукцией и заменой гидpосилового, электpотехнического, а также вспомогательного, механического и сантехнического оборудования ГЭС. С 1997 по 2002 проведена первая очередь реконструкции, а с 2006 начата вторая.
Основные цели реконструкции: продление срока эксплуатации ГЭС, увеличение ее мощности, выработки, надежности, улучшение качества производимой электроэнергии за счет совершенствования системы управления, создание современных условий труда в соответствии с действующими нормативными документами.
В первую очередь реконструкции и на промежуточном этапе было частично реконструировано электротехническое и вспомогательное оборудование. Во вторую очередь реконструируются 12 гидроагрегатов и оставшееся устаревшее оборудование.

## В культуре
Строительство ГЭС стало основой сюжета производственного фильма 1959 года «Мечты сбываются».